# Marcetia latifolia
Marcetia latifolia är en tvåhjärtbladig växtart som beskrevs av Charles Victor Naudin. Marcetia latifolia ingår i släktet Marcetia och familjen Melastomataceae. Inga underarter finns listade i Catalogue of Life.